# Avenue de la République (Aubervilliers)
Pour les articles homonymes, voir Avenue de la République.
L'avenue de la République à Aubervilliers est l'une des artères principales du centre-ville. Son tracé correspond à celui de la route départementale 20.

## Situation et accès
Elle part de la place de la Mairie, où se croisent l'avenue Victor-Hugo, la rue du Moutier et l'avenue du Président-Roosevelt.
Après avoir croisé la rue Achille-Domart et la rue de la Commune-de-Paris (anciennement rue de Paris), elle forme tout d'abord le point de départ de la rue du Docteur-Pesqué (anciennement rue de Pantin), puis croise la rue Bernard-et-Mazoyer (anciennement rue du Midi).
Elle longe ensuite le square Stalingrad, renommé ainsi après la bataille du même nom. Dans ce square se trouve le théâtre de la Commune. Après le square se trouve le carrefour de la rue André-Karman (anciennement rue de la Goutte d'Or), de la rue Édouard-Poisson et de la rue Guyard-Delalain.
Elle croise ensuite la rue Paul-Bert, la rue des Cités, la rue Henri-Barbusse, la rue des Écoles et la rue Lécuyer. Elle rejoint enfin l'avenue Jean-Jaurès au niveau du carrefour des Quatre-chemins. Elle est ensuite prolongée par l'avenue Edouard-Vaillant.
Desserte
- Station de métro Mairie d'Aubervilliers
- Station de métro Aubervilliers - Pantin - Quatre Chemins

## Origine du nom
Cette voie de communication était jadis appelée chemin de Saint-Maur.
Elle a été renommée ainsi en l'honneur de la Troisième République.

## Historique

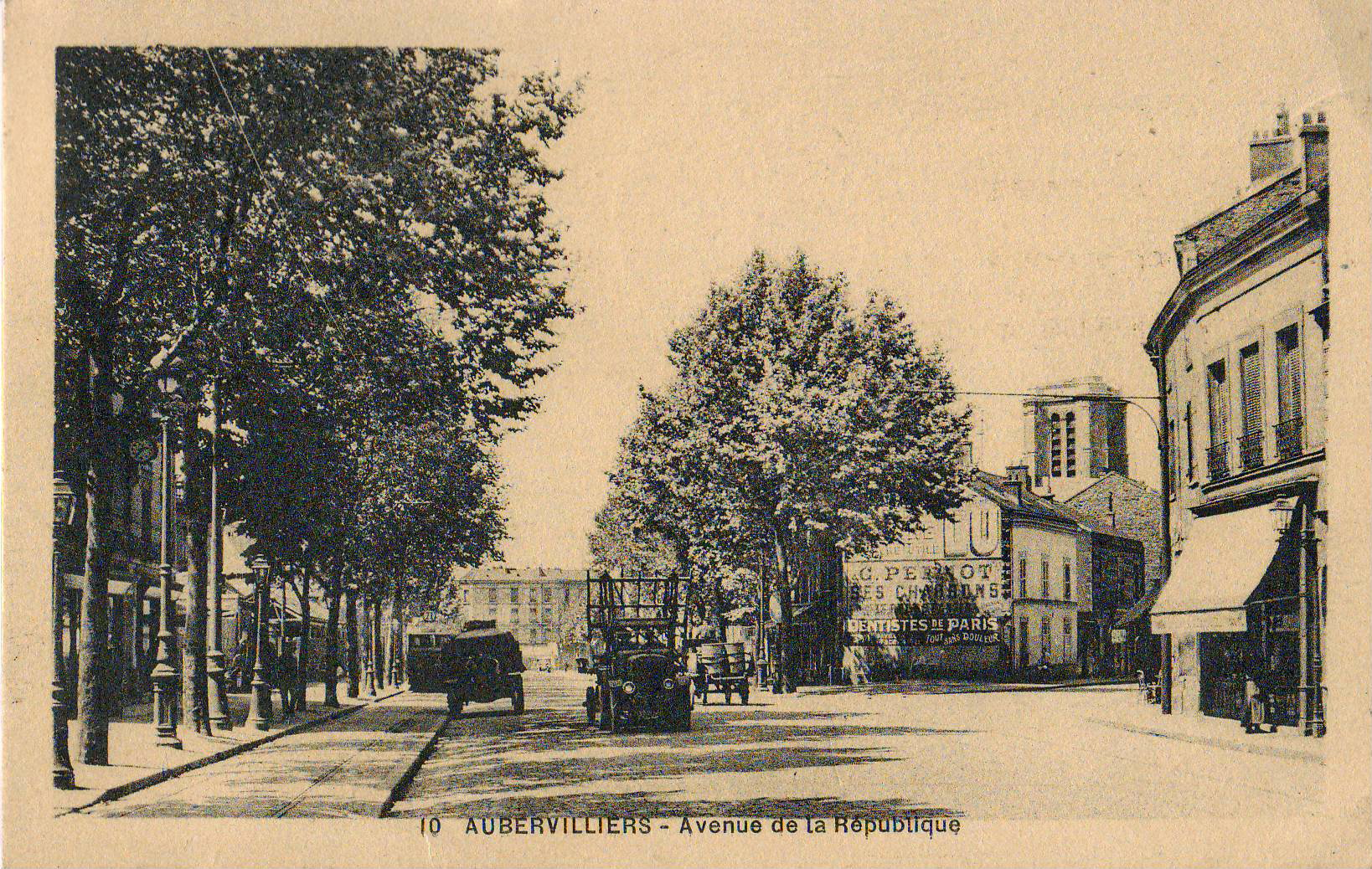
Levy 10 - AUBERVILLIERS - Avenue de la République

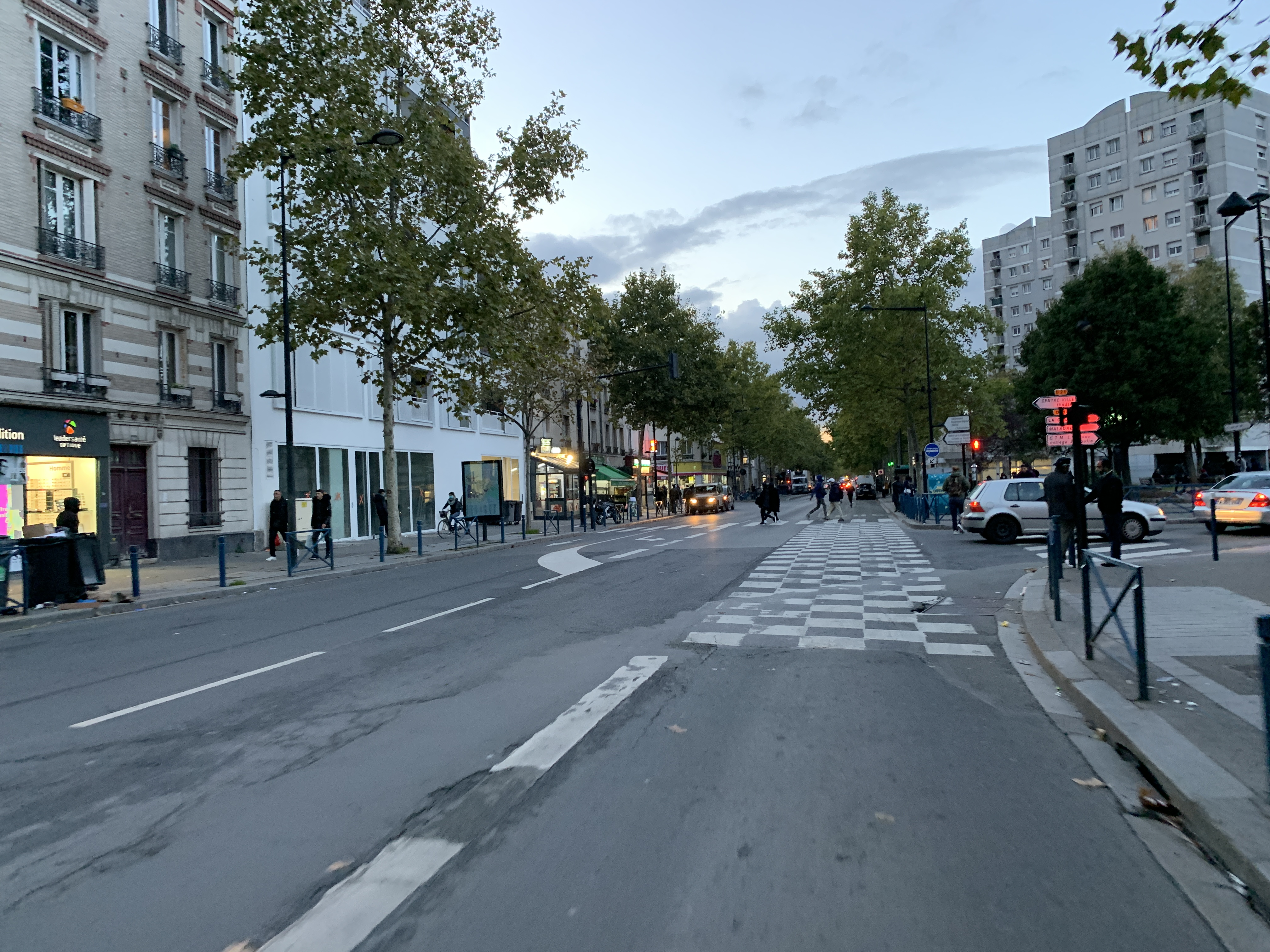
L'avenue en octobre 2020.

Cette voie est très ancienne. À cet endroit passait le pèlerinage entre Saint-Denis et Saint-Maur. Son tracé a été redressé en 1725. La dernière partie entre la rue du Docteur-Pesqué et la place de la Mairie n'est percée qu'après 1906.
Elle est rénovée en 2003 afin d’améliorer les transports publics et le mobilier urbain. 

## Bâtiments remarquables et lieux de mémoire
- Hôtel de ville d'Aubervilliers.
- Au numéro 62, la Cité Lénine, un immeuble d'habitation datant de 1970, de style brutaliste, réalisé par les architectes Jacques Kalisz et Jean Perrottet[6]. Cet édifice témoigne de la volonté de rupture avec les grands ensembles qui se manifeste en ce milieu des années soixante[7].
- Théâtre de la Commune.
- Square Paul-Bert.